# Надія і житло для дітей
Надія і житло для дітей — зареєстрована у Великій Британії благодійна організація для роботи з дітьми, їхніми сім'ями та громадами в 10 країнах у Східній Європі та Африці.
Міжнародна благодійна організація «Надія та житло для дітей» заснована полковником Марком Куком у Великій Британії у 1994 році. Організація бачить свою місію в тому, щоб «надати кожній дитині можливість жити в безпечному та люблячому сімейному середовищі, яке допоможе їй реалізувати свій потенціал».

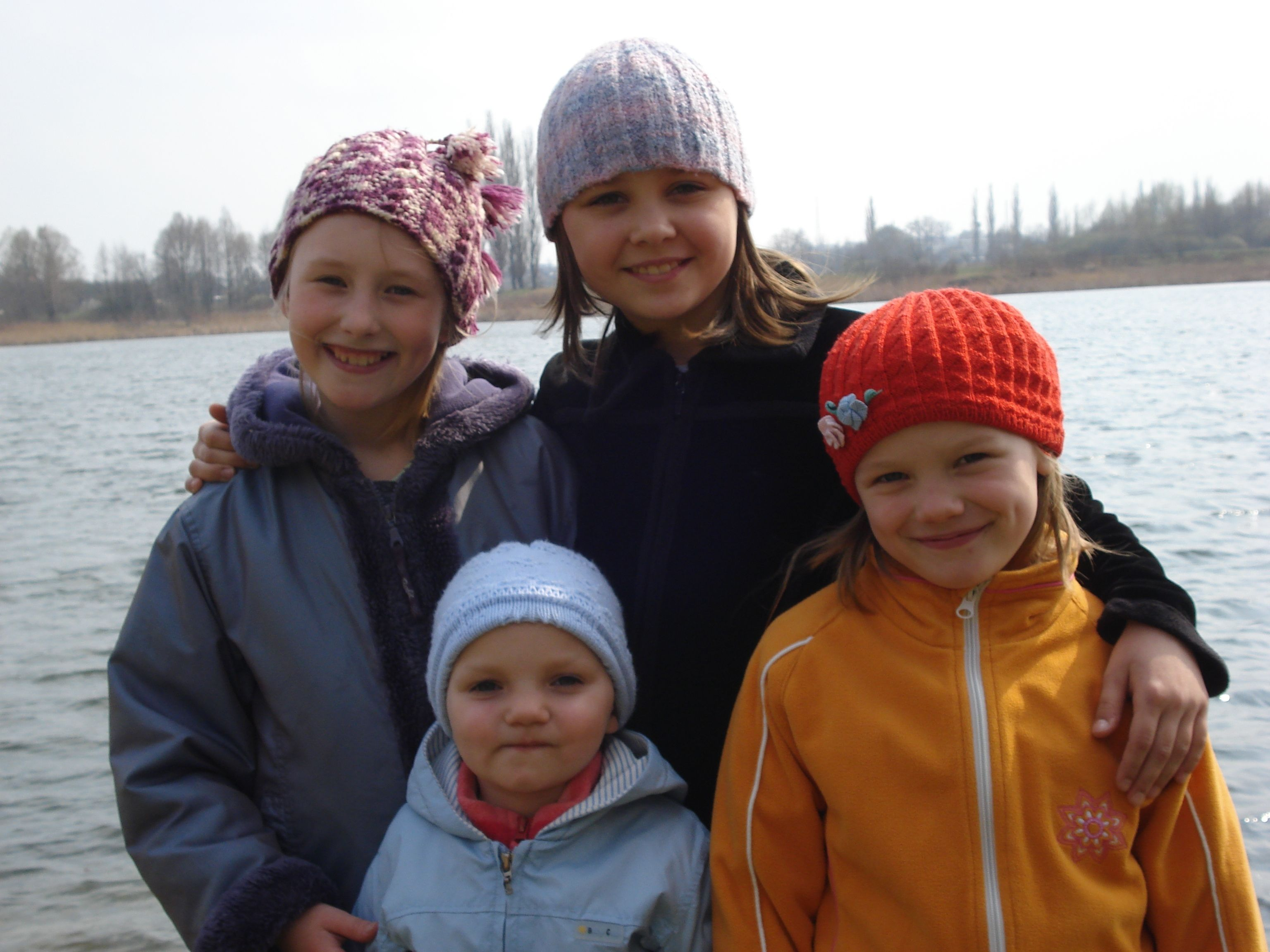
«Надія і житло для дітей» в Україні

## Представництво в Україні
Представництво благодійної організації «Надія і житло для дітей» в Україні розпочало свою діяльність в 1998 році. Основним фокусом роботи Представництва є впровадження інноваційних напрямів та методик в сфері опіки над дітьми, реалізація пілотних проектів та впровадження відпрацьованих методик на державному рівні. Стратегія реформування базується на принципі комплексної трансформації послуг.
Ключовими напрямами діяльності Представництва в рамках реалізації першого етапу Стратегії є розвиток сімейних форм виховання дітей-сиріт і дітей, позбавлених батьківського піклування, допомога вразливим сім'ям у збереженні своєї родини, попередження відмов матерів від новонароджених дітей, відпрацювання комплексного підходу до реформування інтернатних закладів, створення та забезпечення доступних і якісних соціальних послуг для дітей і сімей в суспільстві.

## Стратегія
Наразі в Україні понад 100 000 дітей-сиріт та дітей, позбавлених батьківського піклування, близько 70 000 дітей живуть у державних інтернатних закладах різного типу, майже 800 дітей щорічно залишаються у пологових будинках внаслідок відмов матерів. Стратегія роботи Представництва будується на консолідації зусиль і виробленні дієвих механізмів щодо виправлення цієї ситуації

## Досягнення
В рамках проекту розвитку сімейних форм виховання Представництво створило і розвинуло 65 дитячих будинків сімейного типу у 13 регіонах України. Понад 750 дітей-сиріт і дітей, позбавлених батьківського піклування, отримали домівку та батьків і впевненість у майбутньому. Підтримка, окрім матеріального забезпечення, передбачала підготовку батьків-вихователів до виконання своїх обов'язків, розвиток їх батьківських навичок, створення умов для повноцінного розвитку дітей, повернення дітей до біологічних родин, навчання соціальних працівників здійснювати супровід створених сімейних будинків.
Напрацювання Представництва в цьому напрямі закріплено на державному рівні ухваленням Закону України «Про забезпечення організаційно правових умов соціального захисту дітей-сиріт та дітей, позбавлених батьківського піклування» . Закон визначає пріоритетність сімейних форм виховання посиротілих дітей, створює кращі умови для їх утримання, забезпечує соціальні гарантії та відповідний супровід, завдяки чому кількість дитячих будинків сімейного типу постійно зростає

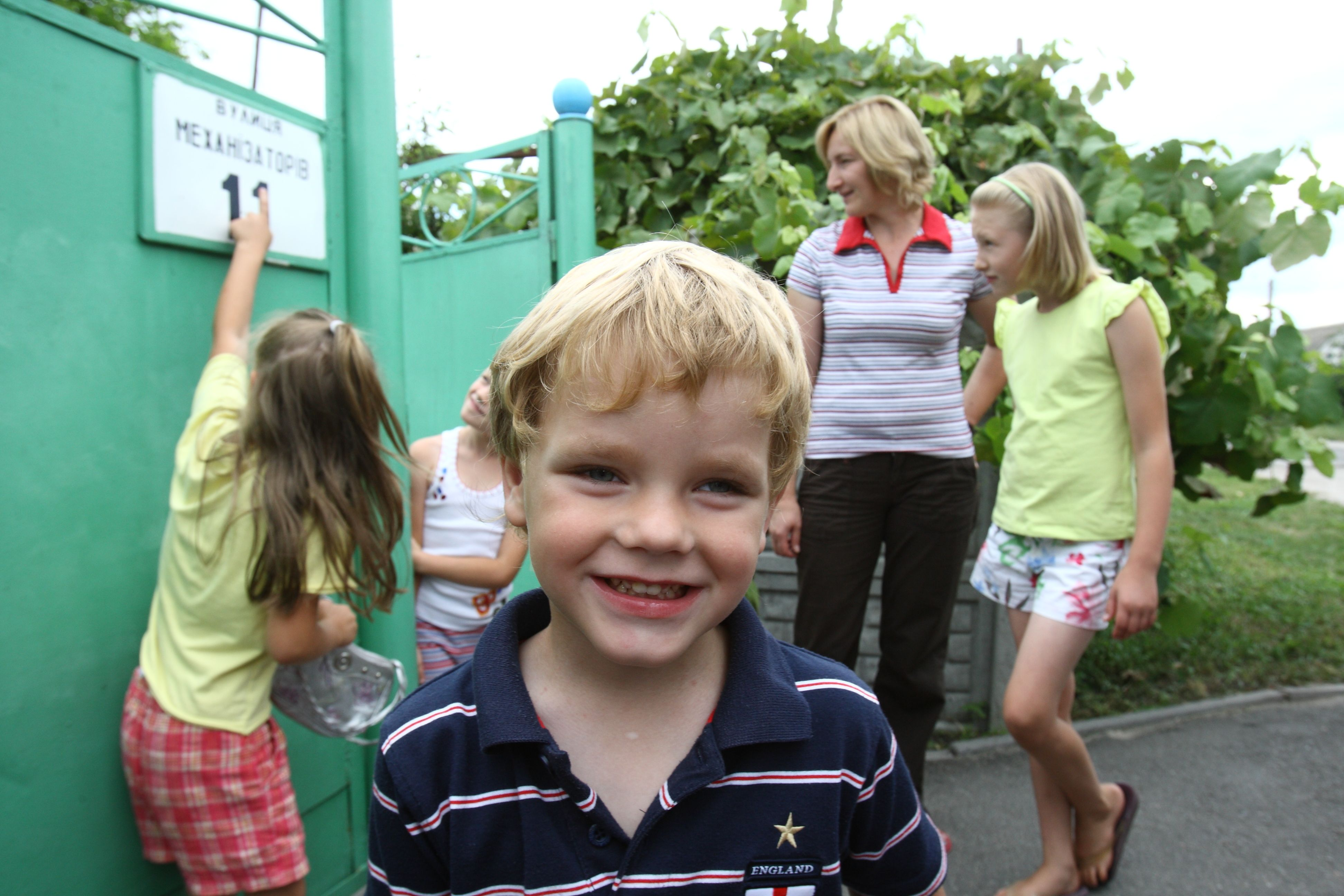
«Надія і житло для дітей» в Україні

В рамках проекту з попередження відмов матерів від новонароджених дітей Представництво започаткувало роботу соціальних працівників та психологів у пологових будинках, де вони надавали допомогу матерям, які заявляли про намір відмовитися від дитини. Випробувавши нові технології роботи з матерями, які опинились у складних обставинах, було створено перші два соціальні центри матері і дитини у місті Херсон і Київській області, згодом цей досвід було визнано на національному рівні і поширено по Україні[недоступне посилання з липня 2019].
Для поширення та стандартизації досвіду було розроблено методику відповідного навчання для співробітників соціальних установ, а також програму підготовки регіональних тренерів, котрі навчатимуть фахівців консультаційних пунктів та центрів. Завдяки діяльності Представництва кількість відмов зменшилась вдвічі, а сотні дітей залишились із своїми батьками. У двох Центрах, які створила організація, за період їхньої діяльності 96% жінок обрали своє життя разом із дітьми.
Метою проекту з реформування дитячого будинку „Барвінок” (м. Макарів[недоступне посилання з липня 2019]) та створення Макарівського районного центру соціальної підтримки дітей та сімей, є відпрацювання комплексної моделі реформування державної системи опіки і піклування над дітьми-сиротами та дітьми, позбавленими батьківського піклування, через створення сімейно орієнтованих послуг для дітей та сімей у громаді. Головною метою створеного Центру є попередженні влаштування дітей району до інтернатних закладів та забезпечення доступу сімей з дітьми, які потребують допомоги, до отримання послуг, направлених на попередження вилучення дітей із сімей.

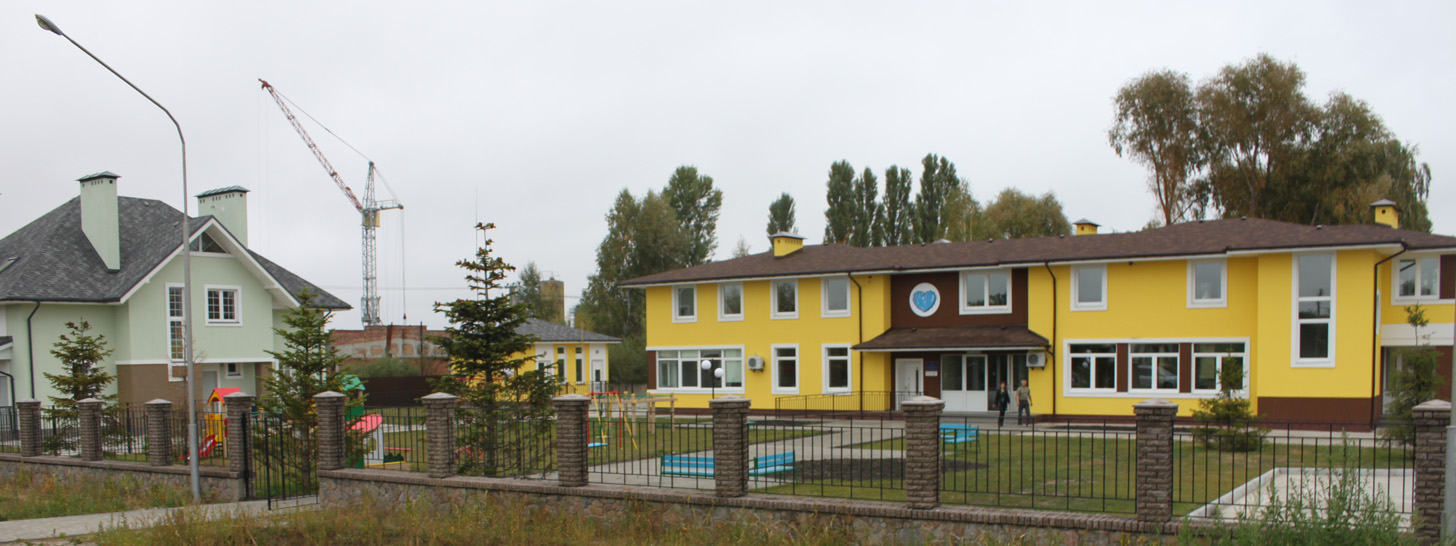
Макарівський районний центр соціальної підтримки дітей і сімей «Промінь надії»

Послуги Центру включають: надання підтримки сім'ям з метою попередження вилучення дітей, навчання для підлітків з розвитку життєвих навичок, програму розвитку прийомних сімей та термінове поміщення дітей, які постраждали від насильства. Створена модель, завдяки своїй гнучкості в урахуванні специфічних потреб громади буде поширена на інші території України Очікується, що близько 600 дітей та батьків Макарівського району скористаються послугами центру щорічно. 60 вихованців реформованого дитячого будинку «Барвінок» влаштовані у прийомні сім'ї.
Реалізація усіх напрямів та проектів супроводжувались масштабною інформаційно-роз'яснювальною роботою, виданням презентаційних та навчальних матеріалів, організацією конференцій, семінарів та виставок.

## Подальші кроки
Ключові завдання Представництва на найближчу перспективу:
- Реформування усіх закладів довготривалого соціального стаціонарного догляду
- Створення всеохопної мережі центрів сімейно-орієнтованих послуг за місцем проживання, з максимальним урахуванням потреб громади
- Адаптація законодавства України до міжнародних (європейських) стандартів
- Стандартизація процесів надання соціальних послуг
- Впровадження моніторингу і оцінки функціонування системи захисту дітей на всіх рівнях